# Lövsjön (Hällesjö socken, Jämtland)
Lövsjön är en sjö i Bräcke kommun i Jämtland och ingår i Ljungans huvudavrinningsområde. Sjön har en area på 0,105 kvadratkilometer och ligger 301 meter över havet.

## Delavrinningsområde
Lövsjön ingår i det delavrinningsområde (696207-153008) som SMHI kallar för Inloppet i Lill-Stensjön. Medelhöjden är 316 meter över havet och ytan är 2,1 kvadratkilometer. Räknas de 5 avrinningsområdena uppströms in blir den ackumulerade arean 50,63 kvadratkilometer. Stensjöbäcken som avvattnar avrinningsområdet har biflödesordning 4, vilket innebär att vattnet flödar genom totalt 4 vattendrag innan det når havet efter 121 kilometer. Avrinningsområdet består mestadels av skog (92 procent). Avrinningsområdet har 0,1 kvadratkilometer vattenytor vilket ger det en sjöprocent på 4,8 procent.